# Циплаков Руслан Петрович
 Руслан Петрович Циплаков  (нар. 23 січня 1975, м. Донецьк) — Голова Наглядової Ради Приватного акціонерного товариства «Метал Юніон», член президії Автомобільної Федерації України, засновник першого в Україні національного автоспортивного проекту Team Ukraine racing with Ferrari, Майстер спорту, переможець та призер етапів серій GT Italia, GT Sprint Internatiolnal Series, призер етапу чемпіонату України з ралі-рейдів, переможець чемпіонату України з трофі-рейдів «Україна Трофі».

## Освіта
Закінчив Донецький національний університет за спеціальністю «Управління персоналом і економіка праці». Магістр управління. Пройшов навчання за програмами "Управління персоналом" та "Фінансовий менеджмент" в Інституті Професійних Фінансових Менеджерів, Велика Британія.

## Підприємницька діяльність
З 1997 року виступав засновником декількох компаній у сфері торгівлі кольоровими металами. Реалізував кілька масштабних і успішних проектів у сфері експорту-імпорту металів кольорової групи. Оборот в межах спільних бізнес-проектів з компанією «Укрресурс», українського партнера компанії «Bergmann» (Дюссельдорф) до 2003 року становив кілька десятків мільйонів доларів США.

У 2003 році стає Головою Наглядової Ради ВАТ «КБ «Південкомбанк». У 2004 році консолідує бізнес, зосереджений в металургії, фінансовому секторі, сфері нерухомості в межах холдингу ЗАТ «ДОНБАСІНВЕСТГРУП» (після перейменування - ЗАТ «Метал Юніон»). Сьогодні «Метал Юніон» - зростаюча українська промислово-фінансова група з диверсифікованим портфелем активів, інтереси якої зосереджені на інвестуванні в ринки, що розвиваються: гірничодобувне виробництво, фінансову сферу і нафтопереробку. Чисті активи, що входять до Групи ПАТ «КБ «ПІВДЕНКОМБАНК», станом на кінець третього кварталу 2013 року перевищили 6,5 млрд грн.

## Team Ukraine racing with Ferrari
З 2011 року - член президії Автомобільної Федерації України. У цьому ж році стає засновником першого в Україні національного автоспортивного проекту Team Ukraine racing with Ferrari, створеного з метою розвитку та популяризації вітчизняного автоспорту, підтримки молодих українських пілотів. Сьогодні Team Ukraine - українська гоночна команда, що успішно виступає в престижних міжнародних кільцевих гоночних серіях, серед яких Blancpain Endurance Series, Ferrari Challenge Europe, GT Sprint International Series.

## Спортивні досягнення
Майстер спорту. Бере участь в серіях Blancpain Endurance Series, GT Sprint International Series, International GT Open. Переможець та призер етапів серій GT Italia, GT Sprint Internatiolnal Series. Призер етапу чемпіонату України з ралі-рейдів. Переможець чемпіонату України з трофі-рейдів «Україна Трофі». Багаторазовий учасник та призер чемпіонатів України та міжнародних змагань з шосейно-кільцевих перегонів.

## Сім'я
Одружений. Має двох синів: Владислав (18 років) і Олександр (10 років).